# Krajska Ves
Krajska Ves is een plaats in de gemeente Luka in de Kroatische provincie Zagreb. De plaats telt 138 inwoners (2001).